# ابراهیم آشتیانی
ابراهیم آشتیانی (۱۰ آذر ۱۳۲۵ – ۲ آبان ۱۳۹۶) بازیکن و مربی فوتبال بازنشسته اهل ایران بود. او پیشتر در تیم ملی فوتبال ایران بازی می‌کرد و بیشتر دوران باشگاهی‌اش را در پرسپولیس گذراند. آشتیانی دارای مدرک کارشناسی ارشد تربیت بدنی بوده‌است. و در دانشگاه تدریس می‌کرد. فرزند او، اردلان آشتیانی نیز بازیکن فوتبال است. او در ۲ آبان ۱۳۹۶ به علت عارضه قلبی درگذشت.

## دوران باشگاهی
آشتیانی دوران جوانی خود را در تیم‌های بوستان و پولاد (تیم زیر شاخه شاهین) گذراند و از فصل ۱۳۴۳ توسط عباس اکرامی به تیم بزرگسالان شاهین راه یافت و توانست بزودی در ترکیب اصلی قرارگیرد.
در فصل ۱۳۴۶ و در بازی با تهران جوان آشتیانی در نیمه اول یک کارت قرمز دریافت کرد و همین کارت زمینه‌ساز ایجاد درگیری در این بازی شد بطوری که درگیری این بازی منجر به صدور اعلامیه از سوی سازمان تربیت بدنی و انحلال باشگاه شاهین شد.
آشتیانی در فصل ۱۳۴۷ رسماً به پرسپولیس پیوست و با این تیم در جام باشگاه‌های آسیا شرکت کرد. این اولین حضور یک تیم ایرانی در این جام بود که آشتیانی نیز در آن حضور داشت.
آشتیانی در فصل ۱۳۴۸ همراه با اکثر بازیکنان پرسپولیس بر اساس قراردادی که مابین عبده (مالک باشگاه پرسپولیس) و خیامی (مالک باشگاه پیکان) منعقد شد به مدت یک سال به باشگاه پیکان نقل مکان کرد. در همان سال توسط رایکوف به تیم ملی راه یافت.
در فصل ۱۳۴۹ او و بازیکنان پرسپولیس دوباره به باشگاه قدیمی خود پیوستن. در فصل ۱۳۵۰ و بازی با هامبورگ آلمان بازی زیبای آشتیانی باعث شد تا مسئولین این تیم آلمانی پیشنهاد به خدمت گرفتن این مدافع ۲۵ ساله را به مسئولین پرسپولیس بدهند که کارشکنی‌ها مانع این انتقال شد و ابراهیم در ایران ماندگار شد. او علاوه بر حضور در دیدار پرسپولیس و هامبورگ دو روز قبل از آن در جریان دیدار دوستانه تاج برابر هامبورگ نیز به عنوان یار کمکی تاج به میدان رفت. همچنین در این سال در مسابقات جام دوستی به عنوان یار کمکی برای پاس به میدان رفت.
در فصل ۱۳۵۱ همراه با پرسپولیس قهرمان مسابقات منطقه‌ای ایران شد و در فصل ۱۳۵۲ به مقام قهرمانی جام تخت جمشید دست یافت در همین سال بود که پرسپولیس برد تاریخی ۶ بر ۰ مقابل تاج را کسب کرد که گل اولین این دیدار با حرکت از جناح راست و پاس دیدنی آشتیانی و ضربه حسینعلی کلانی به ثمر رسید.
در سال ۱۳۵۳ آشتیانی همراه با خداحافظی بازیکنان قدیمی باشگاه در حالی که ۲۸ سال سن داشت به عنوان کاپیتان پرسپولیس انتخاب شد و در همان سال جام سوم تخت جمشید را به عنوان کاپیتان تیم بالای سر برد. آشتیانی در فصل ۱۳۵۵ با کسب عنوان نایب قهرمانی لیگ تخت جمشید از عرصه بازیگری خداحافظی کرد.

## دوران ملی
آشتیانی در سال ۱۳۴۸ برای اولین بار توسط رایکوف به تیم ملی دعوت شد و در دیدارهای جام عمران منطقه‌ای برای اولین بار پیراهن تیم ملی را بر تن کرد. آشتیانی همراه با تیم ملی در مسابقات جام ملت‌های آسیا ۱۹۷۲ به مقام قهرمانی دست یافت و به عنوان بهترین بازیکن این مسابقات نیز انتخاب شد. سپس صعود به المپیک ۱۹۷۲ مونیخ را تجربه کرد. گل صعود تیم ملی به المپیک مونیخ با پاس او به دست آمد. آشتیانی با تیم ملی در مسابقات جام جهانی کوچک ۱۹۷۲ برزیل و المپیک ۱۹۷۲ مونیخ شرکت کرد. سال ۱۳۵۳ در حالی که فقط ۲۹ سال داشت در دیدار با کره جنوبی از تیم ملی خداحافظی کرد.

## مربی گری
آشتیانی در ۱۳۵۴ برای اولین بار مربی‌گری را تجربه کرد و به عنوان دستیار در کنار بیوک وطنخواه توانست پرسپولیس را به قهرمانی لیگ برساند. او در فصل بعد باز هم همین سمت را به مدت کوتاهی در کنار وطنخواه و ایوان کونوف تجربه کرد. همچنین در سال ۱۳۶۰ در تیم امید و در سال ۱۳۶۹ تیم پورا را مربی‌گری کرد.

## سمت‌های اجرایی

### سرپرستی در پرسپولیس

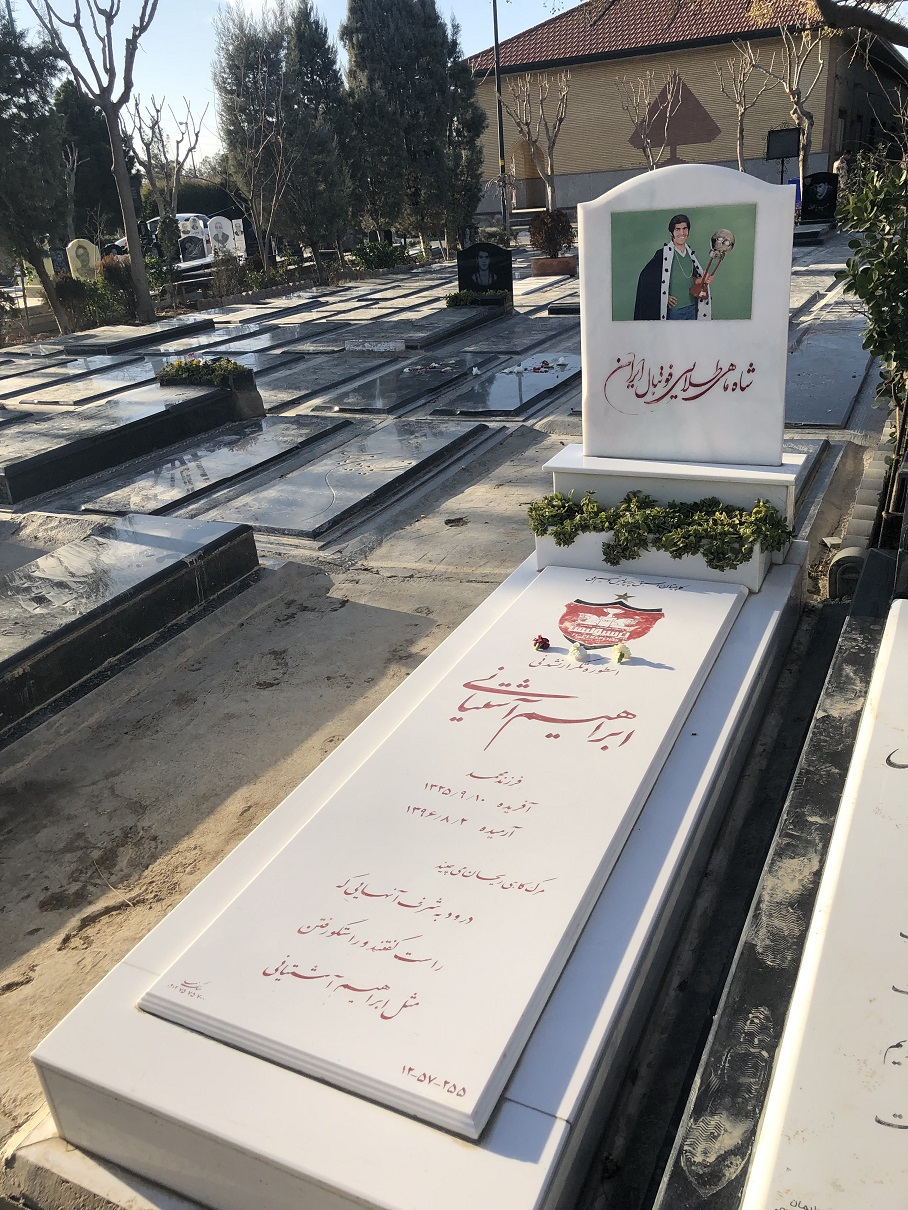
مزار آشتیانی در قطعه نام آوران بهشت زهرا

آشتیانی در زمان مدیریت اکبر غمخوار و پس از کناره‌گیری محمود خوردبین از سوی مدیریت باشگاه به سمت سرپرستی تیم فوتبال پرسپولیس منصوب شد.

## افتخارات

### ملی
- جام ملت‌های آسیا
  - جام ملت‌های آسیا ۱۹۶۸: قهرمان با ایران
  - جام ملت‌های آسیا ۱۹۷۲: قهرمان با ایران
- المپیک
  - بازی‌های المپیک تابستانی ۱۹۷۲: صعود با ایران
- جام عمران منطقه ای
  - جام عمران منطقه‌ای ۱۹۷۰: قهرمان با ایران

### باشگاهی
- جام باشگاهی تهران
  - ۱۳۴۳: قهرمان با شاهین
- لیگ منطقه ای
  - ۱۳۵۱: قهرمان با پرسپولیس
- جام تخت جمشید
  - ۱۳۵۲: قهرمان با پرسپولیس
  - ۱۳۵۳: نایب قهرمان با پرسپولیس
  - ۱۳۵۴: قهرمان با پرسپولیس
  - ۱۳۵۵: نایب قهرمان با پرسپولیس

### شخصی
- مرد سال فوتبال ایران: ۱۳۵۰[۱]
- بهترین بازیکن جام ملت‌های آسیا ۱۹۷۲